# 秀光中学校
秀光中学校（しゅうこうちゅうがっこう）は、宮城県仙台市宮城野区宮城野二丁目にある私立中学校。運営法人は学校法人仙台育英学園で仙台育英学園高等学校とは併設型の中高一貫校。全国私立寮制学校協議会加盟・参加校。

## 運営法人
- 学校法人仙台育英学園

## 学科・コース
普通科のみの設置である。

## 概観
2003年4月に設置された秀光中等教育学校（しゅうこうちゅうとうきょういくがっこう）が前身。
2021年度から仙台育英学園高等学校と併設型の中高一貫校に移行。2021年3月に秀光中等教育学校は廃校し、同年4月1日、秀光中学校が仙台育英学園秀光中学校（1996年創立）の後継として開校。秀光中学校・仙台育英学園高等学校秀光コースの体制に組織改編した。

## 沿革
- 1996年4月8日 - 仙台育英学園秀光中学校開校
- 2003年3月 - 仙台育英学園秀光中学校閉校、仙台育英学園高等学校秀光コース廃止。
- 2003年4月 - 秀光中等教育学校開校[2]。
- 2018年4月 - 仙台育英学園高等学校に秀光コースが再設置される[3]。
- 2020年1月 - 秀光中等教育学校として最後の募集が行われる。
- 2021年3月 - 秀光中等教育学校閉校。
- 2021年4月 - 仙台育英学園高等学校との併設型の中高一貫校に移行[1]。秀光中学校開校[4]。

## 主な部活動
- なぎなた部
- ライフル射撃部
- 陸上部
- 硬式テニス部
- 水泳部
- オーケストラ部
- ロボティクス部
- 合唱部
- ESS部

### 野球部のクラブチーム化
2005年、秀光中等教育学校に軟式野球部が発足。全国中学校軟式野球大会では2014年に優勝、2015年と2018年に準優勝した。
しかし、2021年度から仙台育英高校と併設型の中高一貫校となり、同校野球部への入部希望者が多いため、野球部をクラブチーム化して秀光中学校の野球部は廃止されることになった。2022年度からは学校法人仙台育英学園が運営するNPO法人「レオクラブジャパン」の硬式野球クラブチームとなり秀光中学校の生徒のみ入団できる体制に変更される。仙台育英高校への進学希望者は内部選抜を通過する必要がある。

## 交通
仙台育英学園高等学校#アクセスを参照。

## 著名な出身者
- 梅津晃大 - 野球
- 佐藤世那 - 野球
- 西巻賢二 - 野球
- 郷古廉 - ヴァイオリニスト

## 著名な教職員・関係者
- 須江航 - 野球部元監督